# Großer Preis von Italien 2018
Der Große Preis von Italien 2018 (offiziell Formula 1 Gran Premio Heineken d’Italia 2018) fand am 2. September auf dem Autodromo Nazionale di Monza in Monza statt und war das 14. Rennen der Formel-1-Weltmeisterschaft 2018.

## Bericht

### Hintergründe
Nach dem Großen Preis von Belgien führte Lewis Hamilton in der Fahrerwertung mit 17 Punkten vor Sebastian Vettel und mit 85 Punkten vor Kimi Räikkönen. In der Konstrukteurswertung führte Mercedes mit 15 Punkten vor Ferrari und mit 137 Punkten vor Red Bull Racing.
Beim Großen Preis von Italien stellte Pirelli den Fahrern die Reifenmischungen P Zero Medium (weiße), P Zero Soft (gelb), P Zero Supersoft (rot) sowie für Nässe Cinturato Intermediates (grün) und Cinturato Full-Wets (blau) zur Verfügung.
Es gab zwei DRS-Zonen auf der Strecke: Die erste auf der Start-Ziel-Geraden, wobei der Messpunkt zur Bestimmung des Abstands zwischen den Fahrern vor Kurve 11 festgelegt wurde (Parabolkurve), und die zweite auf der Geraden vor der Ascari Variante, mit Messpunkt vor Kurve 7 (zweite Lesmo-Kurve).
Marcus Ericsson (sieben), Romain Grosjean, Räikkönen (jeweils fünf), Pierre Gasly, Brendon Hartley, Sergei Sirotkin, Lance Stroll (jeweils vier), Kevin Magnussen, Sergio Pérez, Vettel, Max Verstappen (jeweils drei), Valtteri Bottas, Nico Hülkenberg, Daniel Ricciardo, Carlos Sainz jr. (jeweils zwei) und Stoffel Vandoorne (einer) gingen mit Strafpunkten ins Rennwochenende.
Mit Hamilton (viermal), Vettel (dreimal) und Fernando Alonso (zweimal) traten drei ehemalige Sieger zu diesem Grand Prix an.
Als Rennkommissare für dieses Rennwochenende fungierten Tim Mayer (USA), Gerd Ennser (DEU), Danny Sullivan (USA) und Paolo Longoni (ITA).

### Training
Im ersten freien Training war Pérez auf nasser Strecke in 1:34,000 Minuten Schnellster vor Räikkönen und Esteban Ocon.
Vettel erzielte im zweiten freien Training in 1:21,105 Minuten die Bestzeit vor Räikkönen und Hamilton.
Im dritten freien Training war Vettel in 1:20,509 Minuten erneut der Schnellste vor Hamilton und Räikkönen.

### Qualifying
Das Qualifying bestand aus drei Teilen mit einer Nettolaufzeit von 45 Minuten. Im ersten Qualifying-Segment (Q1) hatten die Fahrer 18 Minuten Zeit, um sich für das Rennen zu qualifizieren. Alle Fahrer, die im ersten Abschnitt eine Zeit erzielten, die maximal 107 Prozent der schnellsten Rundenzeit betrug, qualifizierten sich für den Grand Prix. Die besten 15 Fahrer erreichten den nächsten Teil. Vettel war Schnellster. Beide Sauber-Piloten, Vandoorne, Hartley sowie Pérez schieden aus.
Der zweite Abschnitt (Q2) dauerte 15 Minuten. Die schnellsten zehn Piloten qualifizierten sich für den dritten Teil des Qualifyings. Vettel war wieder Schnellster. Ricciardo und Hülkenberg, die in diesem Abschnitt keine Zeit fuhren, Alonso, Sirotkin und Magnussen schieden aus.
Der finale Abschnitt (Q3) ging über eine Zeit von zwölf Minuten, in denen die ersten zehn Startpositionen vergeben wurden. Räikkönen fuhr mit einer Rundenzeit von 1:19,119 Minuten die Bestzeit vor Vettel und Hamilton. Es war die 18. und letzte Pole-Position für Räikkönen in der Formel-1-Weltmeisterschaft.
Hülkenberg, Ricciardo und Ericsson wurden für das Überschreiten der erlaubten Anzahl an zu verwendenden Antriebseinheiten in dieser Saison ans Ende des Feldes versetzt.

### Rennen
Beim Start wehrte sich Räikkönen gegen die Angriffe von Vettel, der wiederum von Hamilton angegriffen wurde. Die beiden Fahrer kollidierten, der Deutsche beschädigte sich seinen Frontflügel, geriet ins Schleudern und musste zur Reparatur an die Box. Die Rennleitung schickte das Safety-Car auf die Strecke, auch um Hartleys Toro Rosso, der ebenfalls durch eine Berührung am Start beschädigt wurde, zu bergen.
Das Rennen wurde in der vierten Runde fortgesetzt, wobei Hamilton Räikkönen in der ersten Schikane überholte, aber in der zweiten Schikane die Führung zurückgeben musste. Hinter den ersten beiden fuhren Verstappen, Bottas, Grosjean, Sainz jr., Esteban Ocon und die beiden Williams. In den folgenden Runden starteten Vettel, der nach der Berührung auf den letzten Platz zurückfiel, und Ricciardo, der als Vorletzter startete, ihre Aufholjagden. In Runde neun überholte der Deutsche den Australier, in Runde 14 lag er bereits in den Punkterängen. Ocon überholte unterdessen Sainz jr. und belegte den sechsten Platz.
In der 18. Runde überholte Vettel auch Pérez und belegte den achten Platz, während er zwei Runden später den siebten Platz belegte und Sainz jr. überholte. In der 20. Runde kamen die Mercedes-Fahrer zum Reifenwechsel. Auch Räikkönen fuhr an die Box. Die Reihenfolge blieb unverändert. Vettel lag, nachdem er Ocon und Grosjean überholte, hinter Räikkönen auf dem fünften Platz.
Räikkönen lag nun hinter seinem Landsmann Bottas. Verstappen legte in der 26. Runde einen Boxenstopp ein. Zwei Runden später war Hamilton an der Reihe, während Vettel die 29. Runde wählte, um Supersoft-Reifen zu montieren. Bottas führte die Wertung an, gefolgt von Räikkönen, Hamilton, Verstappen und den beiden Force Indias. Nach dem zweiten Stopp war Vettel Siebter.
In Runde 36 legt auch der andere Mercedes-Pilot Bottas seinen zweiten Stopp ein. Räikkönen kletterte auf den ersten Platz, während Bottas auf Platz vier zurückkam. Vettel überholte die beiden Force India und platziert sich auf dem fünften Platz.
In den letzten Runden näherte sich Hamilton mit frischeren Reifen Räikkönen, der nun mit seinen Hinterreifen zu kämpfen hatte. In der 42. Runde griff Bottas Verstappen in der ersten Schikane um den vierten Platz an. Die beiden geriete in Kontakt, wobei der Finne den Innenweg nehmen musste. Für diesen Kontakt bestrafte die Rennleitung den Red Bull-Fahrer mit 5 Sekunden, die zur Rennzeit hinzugerechnet wurden.
In Runde 44 übernahm Hamilton wieder die Führung und überholte Räikkönen in der ersten Schikane. Das Rennen endete mit dem britischen Sieger vor Räikkönen. Bottas landete auf dem Podium und kletterte dank Verstappens Strafe auf den dritten Platz, obwohl es ihm in den letzten Runden des Rennens nicht gelang, den Niederländer zu überholen. Für Räikkönen war es das 100. Podium in der Weltmeisterschaft, der fünfte Fahrer in der Geschichte, der diesen Meilenstein erreichen konnte.
Für Hamilton war es der 68. Sieg seiner Karriere. Die restlichen Punkteplatzierungen belegten Vettel, Verstappen, Ocon, Pérez, Sainz jr., Stroll und Sirotkin, welcher sich somit seinen ersten und einzigen Punkt in der Formel-1-Weltmeisterschaft sicherte. Grosjean beendete das Rennen ursprünglich auf dem sechsten Platz, er wurde allerdings nach dem Rennen disqualifiziert, da der Unterboden an seinem Haas nicht regelkonform war.
Sowohl in der Fahrer- als auch Konstrukteurswertung blieben die ersten drei Positionen unverändert.

## Meldeliste
| Team                             | Nr. | Fahrer            | Chassis                       | Motor                         | Reifen |
| -------------------------------- | --- | ----------------- | ----------------------------- | ----------------------------- | ------ |
| Mercedes AMG Petronas F1 Team    | 44  | Lewis Hamilton    | Mercedes-AMG F1 W09 EQ Power+ | Mercedes-AMG F1 M09 EQ Power+ | P      |
| Mercedes AMG Petronas F1 Team    | 77  | Valtteri Bottas   | Mercedes-AMG F1 W09 EQ Power+ | Mercedes-AMG F1 M09 EQ Power+ | P      |
| Scuderia Ferrari                 | 05  | Sebastian Vettel  | Ferrari SF71H                 | Ferrari 062 EVO               | P      |
| Scuderia Ferrari                 | 07  | Kimi Räikkönen    | Ferrari SF71H                 | Ferrari 062 EVO               | P      |
| Aston Martin Red Bull Racing     | 03  | Daniel Ricciardo  | Red Bull Racing RB14          | Renault R.E.18                | P      |
| Aston Martin Red Bull Racing     | 33  | Max Verstappen    | Red Bull Racing RB14          | Renault R.E.18                | P      |
| Williams Martini Racing          | 18  | Lance Stroll      | Williams FW41                 | Mercedes-AMG F1 M09 EQ Power+ | P      |
| Williams Martini Racing          | 35  | Sergei Sirotkin   | Williams FW41                 | Mercedes-AMG F1 M09 EQ Power+ | P      |
| Renault Sport F1 Team            | 27  | Nico Hülkenberg   | Renault R.S.18                | Renault R.E.18                | P      |
| Renault Sport F1 Team            | 55  | Carlos Sainz jr.  | Renault R.S.18                | Renault R.E.18                | P      |
| Haas F1 Team                     | 08  | Romain Grosjean   | Haas VF-18                    | Ferrari 062 EVO               | P      |
| Haas F1 Team                     | 20  | Kevin Magnussen   | Haas VF-18                    | Ferrari 062 EVO               | P      |
| Red Bull Toro Rosso Honda        | 10  | Pierre Gasly      | Scuderia Toro Rosso STR13     | Honda RA618H                  | P      |
| Red Bull Toro Rosso Honda        | 28  | Brendon Hartley   | Scuderia Toro Rosso STR13     | Honda RA618H                  | P      |
| McLaren F1 Team                  | 02  | Stoffel Vandoorne | McLaren MCL33                 | Renault R.E.18                | P      |
| McLaren F1 Team                  | 14  | Fernando Alonso   | McLaren MCL33                 | Renault R.E.18                | P      |
| McLaren F1 Team                  | 47  | Lando Norris      | McLaren MCL33                 | Renault R.E.18                | P      |
| Alfa Romeo Sauber F1 Team        | 09  | Marcus Ericsson   | Sauber C37                    | Ferrari 062 EVO               | P      |
| Alfa Romeo Sauber F1 Team        | 16  | Charles Leclerc   | Sauber C37                    | Ferrari 062 EVO               | P      |
| Racing Point Force India F1 Team | 11  | Sergio Pérez      | Force India VJM11             | Mercedes-AMG F1 M09 EQ Power+ | P      |
| Racing Point Force India F1 Team | 31  | Esteban Ocon      | Force India VJM11             | Mercedes-AMG F1 M09 EQ Power+ | P      |

Anmerkungen
1. 1 2  Der McLaren mit der Startnummer 47 wurde im ersten freien Training für Norris eingesetzt. Alonso übernahm das Fahrzeug anschließend für das restliche Rennwochenende mit seiner Startnummer 14.

## Klassifikationen

### Qualifying
| Pos.                                                                      | Fahrer            | Konstrukteur              | Q1       | Q2         | Q3       | Start |
| ------------------------------------------------------------------------- | ----------------- | ------------------------- | -------- | ---------- | -------- | ----- |
| 01                                                                        | Kimi Räikkönen    | Ferrari                   | 1:20,722 | 1:19,846   | 1:19,119 | 01    |
| 02                                                                        | Sebastian Vettel  | Ferrari                   | 1:20,542 | 1:19,629   | 1:19,280 | 02    |
| 03                                                                        | Lewis Hamilton    | Mercedes                  | 1:20,810 | 1:19,798   | 1:19,294 | 03    |
| 04                                                                        | Valtteri Bottas   | Mercedes                  | 1:21,381 | 1:20,427   | 1:19,656 | 04    |
| 05                                                                        | Max Verstappen    | Red Bull Racing-TAG Heuer | 1:21,381 | 1:20,333   | 1:20,615 | 05    |
| 06                                                                        | Romain Grosjean   | Haas-Ferrari              | 1:21,887 | 1:21,239   | 1:20,936 | 06    |
| 07                                                                        | Carlos Sainz jr.  | Renault                   | 1:21,732 | 1:21,552   | 1:21,041 | 07    |
| 08                                                                        | Esteban Ocon      | Force India-Mercedes      | 1:21,570 | 1:21,315   | 1:21,099 | 08    |
| 09                                                                        | Pierre Gasly      | Scuderia Toro Rosso-Honda | 1:21,834 | 1:21,667   | 1:21,350 | 09    |
| 10                                                                        | Lance Stroll      | Williams-Mercedes         | 1:21,838 | 1:21,494   | 1:21,627 | 10    |
| 11                                                                        | Kevin Magnussen   | Haas-Ferrari              | 1:21,783 | 1:21,669   | –        | 11    |
| 12                                                                        | Sergei Sirotkin   | Williams-Mercedes         | 1:21,813 | 1:21,732   | –        | 12    |
| 13                                                                        | Fernando Alonso   | McLaren-Renault           | 1:21,850 | 1:22,568   | –        | 13    |
| 14                                                                        | Nico Hülkenberg   | Renault                   | 1:21,801 | keine Zeit | –        | 20    |
| 15                                                                        | Daniel Ricciardo  | Red Bull Racing-TAG Heuer | 1:21,280 | keine Zeit | –        | 19    |
| 16                                                                        | Sergio Pérez      | Force India-Mercedes      | 1:21,888 | –          | –        | 14    |
| 17                                                                        | Charles Leclerc   | Sauber-Ferrari            | 1:21,889 | –          | –        | 15    |
| 18                                                                        | Brendon Hartley   | Scuderia Toro Rosso-Honda | 1:21,934 | –          | –        | 16    |
| 19                                                                        | Marcus Ericsson   | Sauber-Ferrari            | 1:22,048 | –          | –        | 18    |
| 20                                                                        | Stoffel Vandoorne | McLaren-Renault           | 1:22,085 | –          | –        | 17    |
| 107-Prozent-Zeit: 1:26,179 min (bezogen auf Q1-Bestzeit von 1:20,542 min) |                   |                           |          |            |          |       |

Anmerkungen
1. ↑  Hülkenberg wurde für das Verursachen einer Kollision im vorherigen Rennen und für die Verwendung einer neuen Power Unit ans Ende des Feldes versetzt.
2. ↑  Ricciardo wurde für die Verwendung einer neuen Power Unit ans Ende des Feldes versetzt.
3. ↑  Ericsson wurde für die Verwendung des vierten Verbrennungsmotors in dieser Saison um zehn Startplätze nach hinten versetzt.

### Rennen
| Pos. | Fahrer            | Konstrukteur              | Runden | Stopps | Zeit        | Start | Schnellste Runde |
| ---- | ----------------- | ------------------------- | ------ | ------ | ----------- | ----- | ---------------- |
| 01   | Lewis Hamilton    | Mercedes                  | 53     | 1      | 1:16:54,484 | 03    | 1:22,497 (30.)   |
| 02   | Kimi Räikkönen    | Ferrari                   | 53     | 1      | + 8,705     | 01    | 1:23,515 (28.)   |
| 03   | Valtteri Bottas   | Mercedes                  | 53     | 1      | + 14,066    | 04    | 1:22,907 (39.)   |
| 04   | Sebastian Vettel  | Ferrari                   | 53     | 2      | + 16,151    | 02    | 1:22,505 (51.)   |
| 05   | Max Verstappen    | Red Bull Racing-TAG Heuer | 53     | 1      | + 18,208    | 05    | 1:23,609 (41.)   |
| 06   | Esteban Ocon      | Force India-Mercedes      | 53     | 1      | + 57,761    | 08    | 1:24,179 (44.)   |
| 07   | Sergio Pérez      | Force India-Mercedes      | 53     | 1      | + 58,678    | 14    | 1:23,529 (43.)   |
| 08   | Carlos Sainz jr.  | Renault                   | 53     | 1      | + 1:18,140  | 07    | 1:24,056 (52.)   |
| 09   | Lance Stroll      | Williams-Mercedes         | 52     | 1      | + 1 Runde   | 10    | 1:24,580 (39.)   |
| 10   | Sergei Sirotkin   | Williams-Mercedes         | 52     | 1      | + 1 Runde   | 12    | 1:23,768 (52.)   |
| 11   | Charles Leclerc   | Sauber-Ferrari            | 52     | 1      | + 1 Runde   | 15    | 1:24,504 (52.)   |
| 12   | Stoffel Vandoorne | McLaren-Renault           | 52     | 1      | + 1 Runde   | 17    | 1:24,772 (47.)   |
| 13   | Nico Hülkenberg   | Renault                   | 52     | 2      | + 1 Runde   | 20    | 1:24,059 (47.)   |
| 14   | Pierre Gasly      | Scuderia Toro Rosso-Honda | 52     | 1      | + 1 Runde   | 09    | 1:24,767 (46.)   |
| 15   | Marcus Ericsson   | Sauber-Ferrari            | 52     | 2      | + 1 Runde   | 18    | 1:23,768 (44.)   |
| 16   | Kevin Magnussen   | Haas-Ferrari              | 52     | 1      | + 1 Runde   | 11    | 1:25,692 (46.)   |
| –    | Daniel Ricciardo  | Red Bull Racing-TAG Heuer | 23     | 1      | DNF         | 19    | 1:25,229 (18.)   |
| –    | Fernando Alonso   | McLaren-Renault           | 9      | 0      | DNF         | 13    | 1:27,009 (06.)   |
| –    | Brendon Hartley   | Scuderia Toro Rosso-Honda | 0      | 0      | DNF         | 16    | –                |
| DSQ  | Romain Grosjean   | Haas-Ferrari              | 53     | 1      | + 56,320    | 06    | 1:24,243 (48.)   |

Anmerkungen
1. ↑  Verstappen erhielt eine Zeitstrafe von fünf Sekunden für das Verursachen einer Kollision.
2. ↑  Grosjean wurde nachträglich disqualifiziert, da der Unterboden seines Wagens mit nicht regelkonformen Flügelanbauteilen versehen war.

## WM-Stände nach dem Rennen
Die ersten zehn des Rennens bekamen 25, 18, 15, 12, 10, 8, 6, 4, 2 bzw. 1 Punkt(e).

### Fahrerwertung
| Pos. | Fahrer           | Konstrukteur              | Punkte |
| ---- | ---------------- | ------------------------- | ------ |
| 01   | Lewis Hamilton   | Mercedes                  | 256    |
| 02   | Sebastian Vettel | Ferrari                   | 226    |
| 03   | Kimi Räikkönen   | Ferrari                   | 164    |
| 04   | Valtteri Bottas  | Mercedes                  | 159    |
| 05   | Max Verstappen   | Red Bull Racing-TAG Heuer | 130    |
| 06   | Daniel Ricciardo | Red Bull Racing-TAG Heuer | 118    |
| 07   | Nico Hülkenberg  | Renault                   | 52     |
| 08   | Kevin Magnussen  | Haas-Ferrari              | 49     |
| 09   | Sergio Pérez     | Force India-Mercedes      | 46     |
| 10   | Esteban Ocon     | Force India-Mercedes      | 45     |

| Pos. | Fahrer            | Konstrukteur              | Punkte |
| ---- | ----------------- | ------------------------- | ------ |
| 11   | Fernando Alonso   | McLaren-Renault           | 44     |
| 12   | Carlos Sainz jr.  | Renault                   | 34     |
| 13   | Pierre Gasly      | Scuderia Toro Rosso-Honda | 28     |
| 14   | Romain Grosjean   | Haas-Ferrari              | 27     |
| 15   | Charles Leclerc   | Sauber-Ferrari            | 13     |
| 16   | Stoffel Vandoorne | McLaren-Renault           | 8      |
| 17   | Marcus Ericsson   | Sauber-Ferrari            | 6      |
| 18   | Lance Stroll      | Williams-Mercedes         | 6      |
| 19   | Brendon Hartley   | Scuderia Toro Rosso-Honda | 2      |
| 20   | Sergei Sirotkin   | Williams-Mercedes         | 1      |

### Konstrukteurswertung
| Pos. | Konstrukteur              | Punkte |
| ---- | ------------------------- | ------ |
| 1    | Mercedes                  | 415    |
| 2    | Ferrari                   | 390    |
| 3    | Red Bull Racing-TAG Heuer | 248    |
| 4    | Renault                   | 86     |
| 5    | Haas-Ferrari              | 76     |

| Pos. | Konstrukteur              | Punkte |
| ---- | ------------------------- | ------ |
| 06   | McLaren-Renault           | 52     |
| 07   | Force India-Mercedes      | 32     |
| 08   | Scuderia Toro Rosso-Honda | 30     |
| 09   | Sauber-Ferrari            | 19     |
| 10   | Williams-Mercedes         | 7      |